# التكية النمساوية

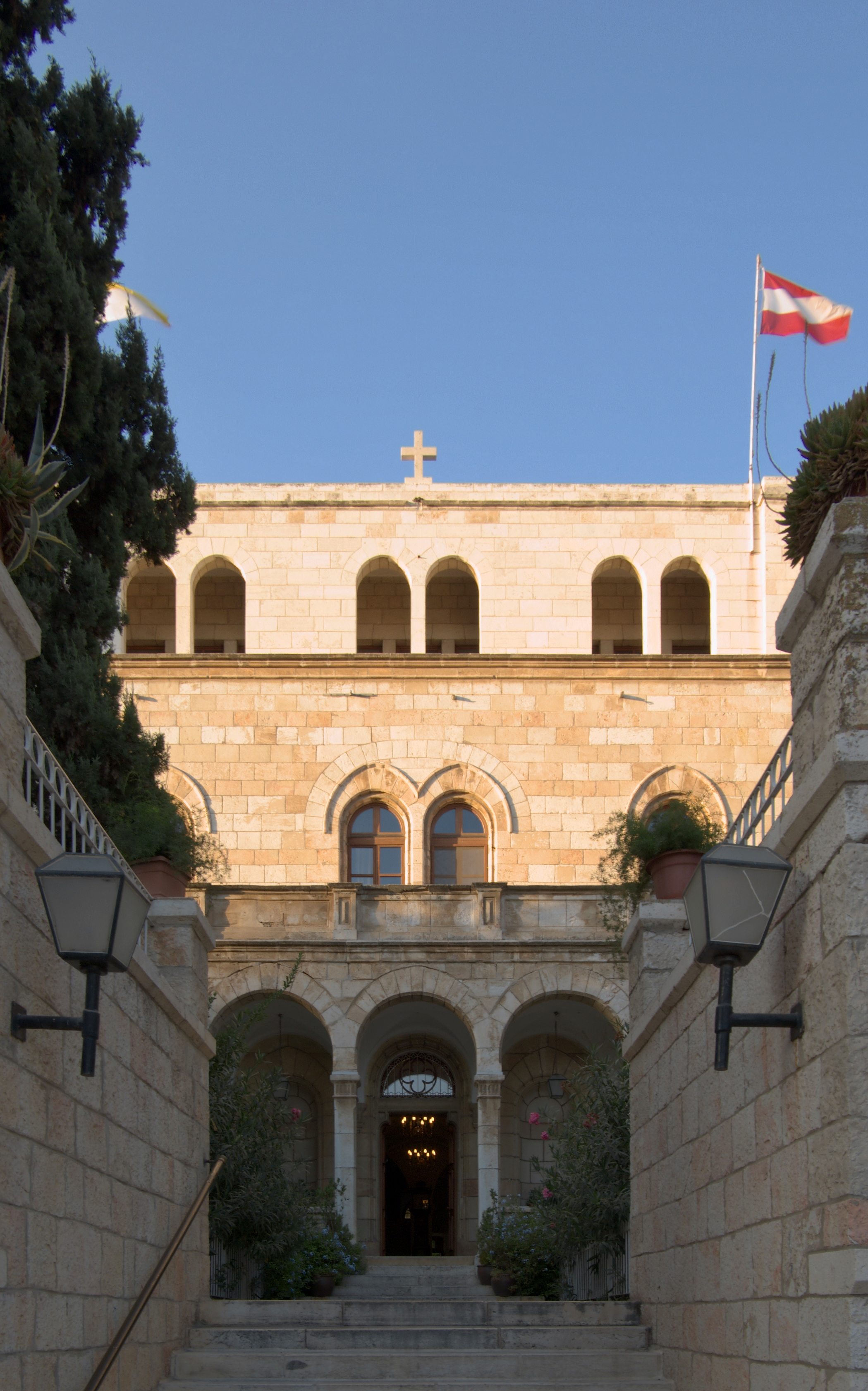
مدخل التكية النمساوية بالقدس.

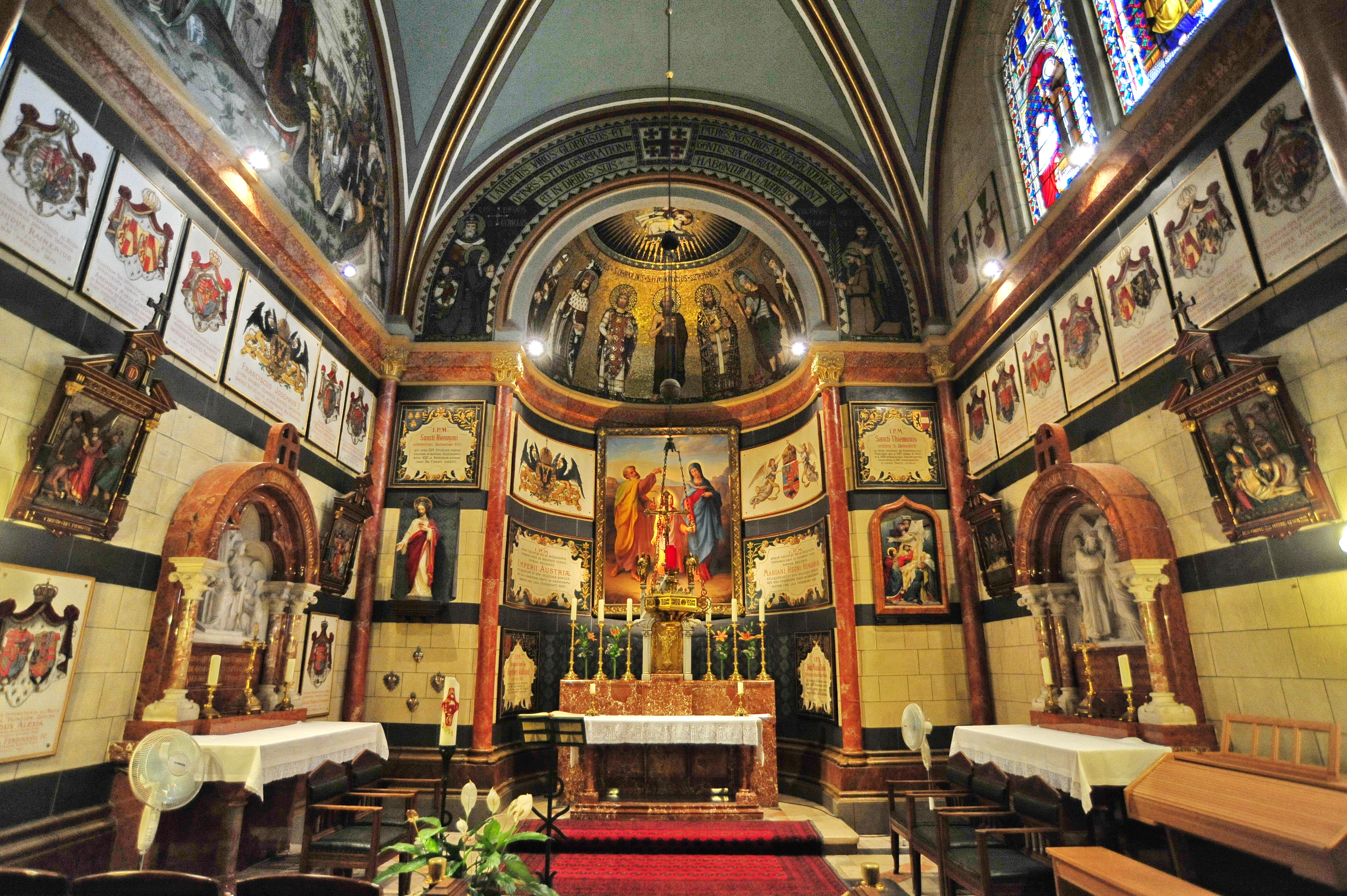

التكية النمساوية للعائلة المقدسة (بألمانية: Österreichisches Hospiz zur Heiligen Familie ؛ بالإنجليزية: The Austrian Hospice of the Holy Family) هو مبنى تكية ودار ضيافة للحجاج المسيحيين القادمين إلى فلسطين التابعين للكنيسة الكاثوليكية بالنمسا. يعود تاريخه إلى العصر العثماني وتحديدا عام 1857. يقع داخل أسوار البلدة القديمة لمدينة القدس، في الحي الإسلامي في طريق الآلام بالقرب من باب العامود.

## تاريخ

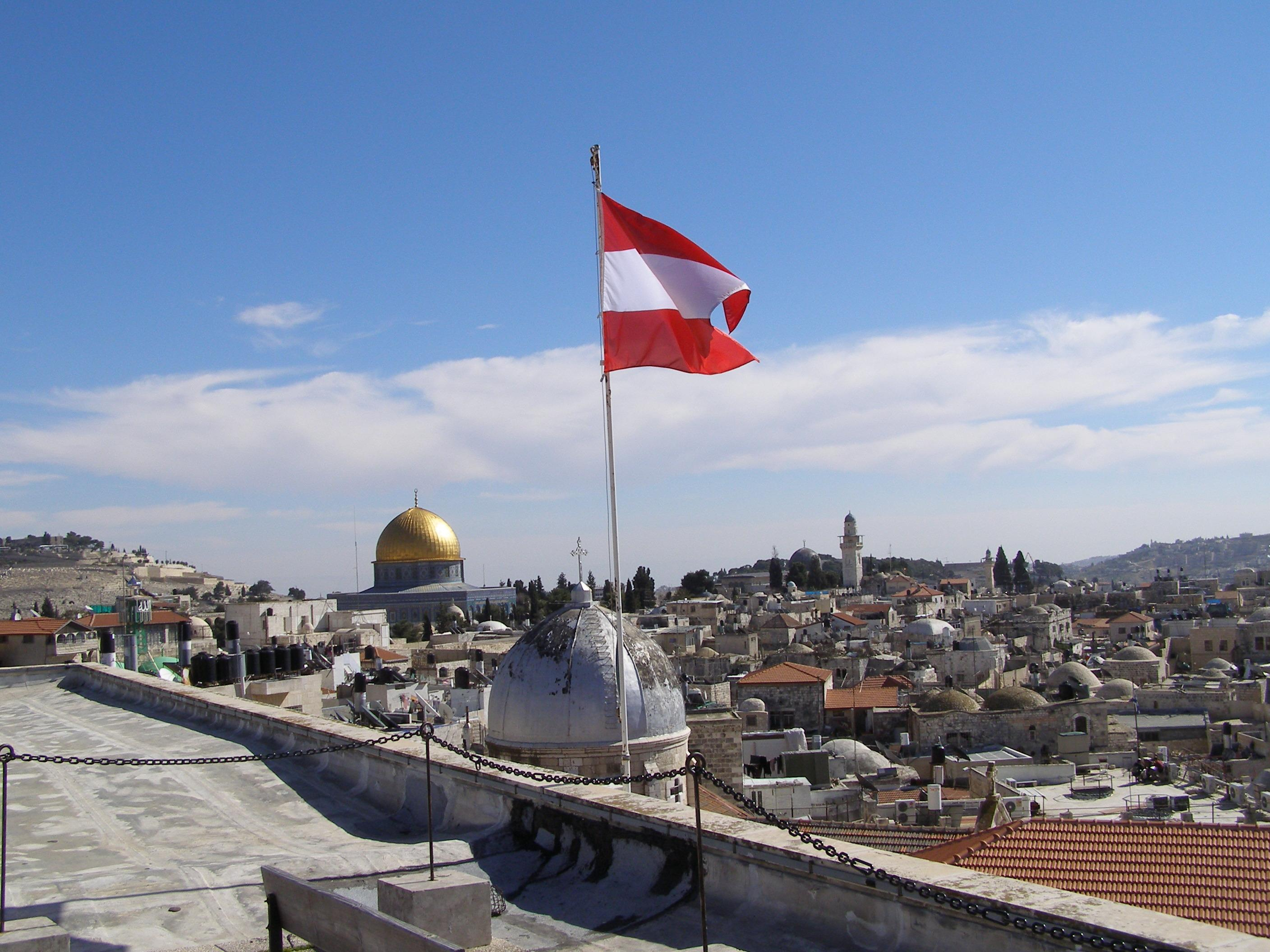
المنظر من أعلى التكية.

تأسست التكية في عام 1857، وافتتحت رسميا في 19 آذار/ مارس 1863. اُستخدام مبنى التكية كمقر إقامة القنصل النمساوي في القدس حتى عام 1918. أما اليوم فهو دار ضيافة للحجاج إلى الأراضي المقدسة. كانت التكية تُدار من قبل راهبات الفرنسيسكان من 1933 حتى 1985. في عام 1939 استولت عليها حكومة الانتداب البريطاني تحت حجة أنها «ملكية ألمانية» ولكونها تستخدم كمعسكر اعتقال للكهنة النمساويين والألمان والإيطاليين. بعد عام 1948، أنشأ الجيش الأردني هناك مستشفى عسكري، وظل فيما بعد يستخدم كمستشفى.
بعد حرب 1967 ، استولى الجيش الإسرائيلي على المبنى، واستخدامه بمثابة مستشفى إسرائيلي. وقد اُعيدت ملكيته إلى أبرشية فينا بعد سنوات عديدة. في 17 أيلول/ سبتمبر 2008، زار الرئيس الاتحادي النمساوي هاينز فيشر مبنى التكية النمساية خلال جولة له في الشرق الأوسط.